# 현대 표준 아랍어

푸스하(اللغة العربية الفصحى, al-luġatu l-ʿarabiyyatu l-fuṣḥā, 알루가툴 아라비야툴 푸스하, Modern Standard Arabic)는 아랍어에 있어서의 표준 아랍어를 가리키는 말이다. 구체적으로는, 고전 아랍어(en:Classical Arabic) 및 이를 바탕으로 한 현대의 문어체를 말하나, 이 두가지는 일반적으로 동일시되며 특별히 구분하지 않고 푸스하로 통칭된다. 문학, 공식적인 문건 등에 사용되는 아랍어의 공용어이며, 전체 개념으로서의 아랍어에 속하는 하위 개념이다. 푸스하는 구어체로는 사용되지 않는다.
서구의 연구자들은 푸스하를 크게 두가지, 즉 이슬람교의 경전 꾸란, 7세기에서 9세기에 걸친 초기 이슬람 아랍 문학의 고전 아랍어와, 현대에서 공통어로 사용되는 현대 표준 아랍어(Modern Standard Arabic)를 묶은 개념으로 생각하고 있다. 현대 표준 아랍어는 고전 아랍어를 근간으로 하고 있으며, 일반적으로 아랍인은 이 두 가지를 같은 언어로, 사용되는 곳에 따른 구분으로 생각한다.
푸스하를 유럽의 라틴어, 인도 아대륙의 산스크리트어, 한자문화권의 한문과 유사한 개념으로 보기도 하나, 한 문명권을 감당했던 공통어 가운데 현재에도 현역으로 사용되고 있는 유일한 언어는 푸스하가 유일하다 할 수 있다. 그러나, 푸스하를 모어로 하는 사람은 원칙적으로 없으며, 다른 방언(암미야)의 아랍어를 사용하는 화자 사이에 의사소통을 위해 사용된다.

## 고전 아랍어
고전 아랍어는 꾸란에서 사용되는 아랍어이며, 7세기에서 9세기 경의 우마이야 왕조 및 아바스 왕조 시대에 걸쳐 아랍 문학 작품에 사용된 아랍어를 일컫는다. 이 시기에 아랍어는 중요한 몇가지 변화를 이루었는데,  아부 알 아솨드 알 두알리, 알 칼릴 이븐 아마드 알 파라히디를 비롯한 아랍 철학자들에 의한 비슷한 글자에 점을 찍어 문자를 구분하는 기법 및 발음 구분을 위한 타쉬킬 기호의 고안이 그것이다. 고대 중동 북아프리카 소말리아 반도 지역에 걸쳐 아랍어는 공용어로 통했다.

## 현대 표준 아랍어
현대 표준 아랍어는 고전 아랍어를 바탕으로 19세기 초반에 형성된 아랍어로,  중동, 북아프리카, 소말리아 반도 지역의 표준 표기 수단으로, 영어, 프랑스어, 스페인어, 러시아어, 중국어와 더불어 유엔의 6개 공용어 중 하나이다. 아랍 지역에서 발행되는 문건(대다수의 책, 신문, 잡지, 공문서, 어린이를 위한 기초 교재 및 읽을거리)은 이 아랍어로 작성된다. '아랍어'를 사용하는 지역의 유일한 공식 언어인 표준 아랍어는 학교 교과 과정에서 가르쳐지는 유일한 아랍어이기도 하다.
현대 표준 아랍어는 고전 아랍어(특히 이슬람 이전의 시대부터, 꾸란을 비롯한 압바스 시대의 언어)를 근간으로 하고 있다. 꾸란 및 고대 우마미야 및 압바스 왕조 시대에 작성된 문건들의 현대어 판을 작성하는데 사용되기도 한다.
한편, '구어' 아랍어로 불리는 일련의 언어(암미야)들은, 고전 아랍어가 전파된 지역에서, 일상생활에서의 사용을 통해 파생된, 지역 방언을 가리키며, 각 지역 사람들에게 모국어가 되는 언어이다. 같은 아랍어라 하더라도 서로 다른 방언 사이에는 의사소통에 어려움을 겪는 경우가 많다. 일부 시 또는 노래가사 등이 표기되는 것 외에는 일반적으로는 표기가 되지 않는다.
이런 표준 아랍어 푸스하와 암미야(방언들)의 관계는, 사회언어학적 관점에서 본 디글로시아의 전형적인 예로 제시되기도 한다. 즉 사회적인 상황의 차이에 의해, 같은 언어의 두가지 형태가 사용되는 형태이다.
정규 교육을 받은 아랍어 화자는, 공공 장소에서는 현대 표준 아랍어를 구사하여 의사소통이 가능하나, 표준 아랍어 및 방언의 양립으로 인해, 코드 스위칭, 즉 한 언어의 두 변종이 화자 사이에 쌍방향으로 스위칭이 발생하는 현상이 빈번히 발생하며, 때로는 한 문장의 안에서도 발견된다. 예를 들어, 같은 아랍어 권의 서로 다른 방언을 모어로 하는 사람 간의 의사소통 중에, 서로의 방언으로는 의사소통이 불가능해질 때, 현대 표준 아랍어로 코드 스위칭이 발생하게 된다.
이렇듯 현대 표준 아랍어는 고전 아랍어를 바탕으로 확립되었으나, 시대에 따라 변화가 발생하는 문어 아랍어의 옳고 그름을 판별하는데 고전 아랍어가 그 규범으로 작용하기도 한다. 시바 와이히 등의 고전 문법가가 내세운 문법 규칙에 따르거나, 고전 사전에 등재된 어휘를 사용하는 식이다. 그러나 급격한 근대화에 의해, 고전의 개념으로는 이해되기 어려운 다수의 단어들이 돌출하게 되었다. 이런 경우, 다른 언어에서 어휘를 빌려 오거나 (예: فيلم 필름) 이미 존재하는 단어를 써서 새로운 말을 만드는 식(예: هاتف 전화 < 말하는 자)을 적용했다.
표준 아랍어는, 다른 언어 및 아랍어 구어의 문법 구조로부터도 영향을 받았다. 예를 들면, 고전 아랍어에서 여러개의 말을 병렬 표현할 때 '그것과 그것과 그것과 그것' 식이었던 것에 반해, 현대 표준 아랍어에서는 '그것, 그것, 그것과 그것' 식으로 표현한다. 한편 고전 아랍어에 비해 현대 아랍어에서는 주어를 동사의 앞에 두는 문장의 빈도가 높다. 이 때문에, 아랍 세계의 바깥의 일부 문건에서는 근대의 표준 아랍어를 고전 아랍어와 다른 것으로 취급한다.

### 지역에 따른 표준 아랍어의 변종
현대 표준 아랍어는 중동 전역에 걸쳐 통용되나, 구어의 영향을 받아 지역에 따라 몇가지 변종이 존재한다. 예를 들어 ج 짐 /ʤ/ 의 발음을 이집트에서는 /g/ 로, 레바논에서는 /ʒ/ 로 하는 등, 단어 및 문형에서 구어와 고전 아랍어를 혼동해서 사용하는 경우가, 아랍어 화자의 출신에 따라 파악되는 경우이다. 고전 아랍어와 구어의 혼동은, 정식 문장에서도 발견되는 경우가 있다. (이집트의 일부 신문의 논설 등에서)

### 고전 아랍어와 현대 표준 아랍어의 차이
UAE 두바이에 본거지를 둔 알 아라빅에서 제공하는 현대 표준 아랍어와 고전 아랍어의 비교에 관한 백서에 의하면, 현대 표준 아랍어는, 고전 아랍어에서 언어학적 관점의 구문, 어휘의 증가, 발음 표기(타쉬킬 기호 부가에 의한 발음의 명확화), 구두점 찍는 법 및 문체에 몇가지 차이가 존재한다고 한다. 다음은 해당 백서에서 언급하고 있는 내용을 요약한 내용이다.

#### 구문의 차이
현대 표준 아랍어는, 고전 아랍어에서 사용되는 문장의 구조 중 복잡한 부분 대신 단순화된 문장 구조를 쓰는 경향이 있다. 명사문 및 준 명사문 대신 동사문을 사용하거나, 복합 형용사를 가급적 피하고 직함이나 등급의 여성형을 허용하는 등을 예로 들 수 있다.

#### 어휘의 차이
고전 아랍어와 현대 표준 아랍어의 가장 뚜렷한 차이는 어휘에 있다. 과거 고전 아랍어의 시대에는 존재하지 않았던 개념 또는 사물을 표현하기 위한 필요성에 맞춰, 현대 표준 아랍어는 오늘날의 기술, 문학, 과학 분야의 새 개념의 단어들이 포함되어 있다. 새로운 어휘의 탄생을 위해, 현대 표준 아랍어는 비아랍어 어휘를 더 받아들이고 있다. 과거 20세기 후반기에 아랍어 학술단체들의, 현대의 기술을 고전 아랍어의 어휘의 조합으로 아랍어화시키려는 노력이 있었으나, 이 속도를 능가하는 오늘날 기술의 발전은, 비아랍어 어휘의 직접 표기 번역에 의한 아랍어 어휘의 탄생은 중요한 수단이 되고 있다.

#### 발음의 차이
현대 표준 아랍어는 아랍 문자로는 표기할 수 없는 음을 사용하는 방법에서 고전 아랍어와 차이가 있다. 고전 아랍어에서는 아랍 문자의 음가 외의 음은 표기 수단이 없었으나 현대 표준 아랍어는, /g/, /p/, /v/ 등의 발음의 사용을 허용한다. 고전 아랍어에서는 타쉬킬(모음 표시) 표기는 필수였으나, 현대 표준 아랍어에서는 발음 표기를 명확히 할 필요가 있을 때만 타쉬킬을 표기하는 경향이 강하다. 또한 단어의 맨 마지막 글자의 타쉬킬을 생략하는 것을 장려하며 경우에 따라서는 문장 안의 타쉬킬도 생략된다.

#### 구둣점의 차이
현대 표준 아랍어에서는, 고전 아랍어에서 사용하던 구둣점 표기 대신, 다른 언어에서 사용되는 여러 가지 구둣점 기호를 차용하고 있다. 오늘날의 기술, 특히 인쇄 기술 및 인터넷의 사용에 의해, 이런 경향은 더욱 짙어지고 있다.

#### 문체의 차이
현대 표준 아랍어는 고전 아랍어에는 없었던 수필, 논설문, 기술 문건 등 현대의 문체를 적극 도입하고 있다. 또한 다른 언어에서 사용되어 온 안내 문서, 블로그 포스트, 기타 여러 가지 현대식 문체도 도입되고 있다. 아울러 고전 아랍어에서 사용되던 문체 중 마카마 같은 것은 현재 사용되지 않고 있다.

## 음운체계

### 자음
|        |        | 순음 | 치음 | 치경음 | 치경음  | 후치경음 | 경구개음 | 연구개음 | 구개수음 | 인두음 | 성문음 |
| 보통   | 강세음 | 순음 | 치음 |        |         | 후치경음 | 경구개음 | 연구개음 | 구개수음 | 인두음 | 성문음 |
| ------ | ------ | ---- | ---- | ------ | ------- | -------- | -------- | -------- | -------- | ------ | ------ |
| 비강음 | 비강음 | m م  |      | n ن    |         |          |          |          |          |        |        |
| 파열음 | 무성   |      |      | t ت    | tˤ ط    |          |          | k ك      | q ق      |        | ʔ ء    |
| 파열음 | 유성   | b ب  |      | d د    | dˤ ض    | d͡ʒ ج     |          |          |          |        |        |
| 마찰음 | 무성   | f ف  | θ ث  | s س    | θˤ~sˤ ص | ʃ ش      |          | x ~ χ خ  | x ~ χ خ  | ħ ح    | h ه    |
| 마찰음 | 유성   |      | ð ذ  | z ز    | ðˤ~zˤ ظ |          |          | ɣ ~ ʁ غ  | ɣ ~ ʁ غ  | ʕ ع    |        |
| 전동음 | 전동음 |      |      | r ر    |         |          |          |          |          |        |        |
| 접근음 | 접근음 |      |      | l ل    | (ɫ)     |          | j ي      | w و      |          |        |        |

주의:
- 발음 /ɫ/은 특정 단어 ( الله /aɫːaːh/ 알라(신)) 및 파생 단어에서만 발생[6]

### 모음
현대 표준 아랍어는, 고전 아랍어와 마찬가지로, 세 종류의 장단 모음 /a/, /i/, and /u/ 이 있다.
|        | 단모음 | 단모음 | 장모음 | 장모음 |
| 전설   | 후설   | 전설   | 후설   |        |
| ------ | ------ | ------ | ------ | ------ |
| 고모음 | i      | u      | iː     | uː     |
| 저모음 | a      | a      | aː     | aː     |

## 화자의 현황
현대 표준 아랍어를 구사할 수 있는 화자는 주로 아랍 연맹 지역의 여러 나라에 분포하고 있다. 아랍 연맹에 속하는 대부분의 나라에서는 현대 표준 아랍어의 읽고 쓰기를 정규 교육 과정에 필수적으로 넣고 있으므로, 그 나라의 아랍어 화자 수를 근거로 현대 표준 아랍어 구사자로 보는 것도 가능하다.
현대 표준 아랍어를 학교에서 필수 교육으로 하고 있는 주요 국가는 다음과 같다. ( 숫자는 반올림 )
- 이집트 (8400만,[7] 문해율 74% )[8]
- 알제리 (3200만,[9] 문해율 80%)[8]
- 이라크 (3100만,[10] 문해율 79%)[8]
- 수단 (3100만,[11] 문해율 72%)[8]
- 사우디아라비아 (2800만,[10] 문해율 87%)[8]
- 예멘 (2400만,[10] 문해율 65%)[8]
- 모로코 (2260만,[12] 문해율 68.5%)[8]
- 시리아 (2200만,[10] 문해율 84%)[8]

한편 북 나이지리아의 이슬람교도(하우사 족 및 훌란 족)들도 표준 아랍어 구사가 가능하다고 한다.

## 주요 어휘
| 뜻                                   | 문장              | IPA                                                     | 아랍어의 로마자화 (ALA-LC) |
| ------------------------------------ | ----------------- | ------------------------------------------------------- | -------------------------- |
|                                      |                   |                                                         |                            |
| 아랍어                               | العربية           | /alʕaraˈbij.ja/                                         | al-ʻArabīyah               |
| 안녕하세요                           | مرحباً, أهلاً وسهلاً | /marħaban, ˈʔahlan wa ˈsahlan/                          | marḥaban, ahlan wa-sahlā   |
| 안녕하세요(평화가 (당신에게) 있기를) | السلام عليكم      | /assaˈlaːmu ʕaˈlajkum/                                  | as-salāmu ʻalaykum         |
| 어떻게 지내세요?                     | كيف حالك؟         | (남성에게)/ˈkajfa ˈħaːluka/ (여성에게)/ˈkajfa ˈħaːluka/ | kayfa ḥāluka / -ki         |
| 또 만나요.                           | إلى اللقاء        | /ʔila l.liqaːʔ/                                         | ilá al-liqāʼ               |
| (헤어질 때)안녕히 가세요.            | مع السلامة        | /maʕa s.saˈlaːma/                                       | maʻa as-salāmah            |
| 부탁해요.                            | من فضلك           | /min ˈfadˤlik/                                          | min faḍlik                 |
| 고맙습니다.                          | شكراً              | /ˈʃukran/                                               | shukran                    |
| 그것(한개)                           | ذلك               | /ˈðaːlik/                                               | dhālik                     |
| 얼마?                                | كم؟               | /kam/                                                   | kam?                       |
| 한국어                               | الكُورِيَّة           | /alkuriyya/                                             | al-kurīyyah                |
| 이름이 무엇입니까?                   | ما اسمك؟          | /masmuk/                                                | (남성/여성)masmuka / -ki?  |
| 모릅니다.                            | لا أعرف           | /laː ˈʔaʕrif/                                           | lā aʻrif                   |

## 같이 보기
- 고전 아랍어
- 아랍어의 언어변이형 (암미야)
- 아랍 연맹
- 디글로시아

## 참고서적
- Watson, Janett C.E. (2002). 《The Phonology and Morphology of Arabic》.